# François de Meez
François de Meez, O.S.B. Clun. (França, cerca de 1390 – Genebra, 7 de março de 1444) foi um pseudocardeal francês da Igreja Católica, que foi bispo de Genebra.

## Biografia
Originário da família Emmion, proprietária do senhorio de Metz, localizado ao norte de Annecy, era sobrinho do pseudocardeal Jean Allarmet de Brogny (1385).
Monge beneditino da Ordem de Cluny, foi enclausurado e tornou-se prior em Talloires e abade em Saint-Claude (ou Saint-Oyand de Joux) em Jura.
Foi eleito bispo de Genebra pelo Papa Martinho V, em 4 de março de 1426. Foi consagrado provavelmente em 1427. Ele participou em 1431 do Concílio de Basileia e participou da eleição do antipapa Félix V. Entre 1426 e 1428 e a partir de 1443 ele liderou a chancelaria papal.
Foi criado cardeal pelo Antipapa Félix V no Consistório de 2 de outubro de 1440, recebendo o título de cardeal-presbítero de São Marcelo.
Morreu em Genebra em 7 de março de 1444.